# Pseudobalbillus affinis
Pseudobalbillus affinis är en insektsart som beskrevs av Rauno E. Linnavuori 1969. Pseudobalbillus affinis ingår i släktet Pseudobalbillus och familjen dvärgstritar. Inga underarter finns listade i Catalogue of Life.